# Brooks Lennon
Brooks Lennon (Paradise Valley, 22 settembre 1997) è un calciatore statunitense, difensore dell'Atlanta United.

## Carriera

### Club
Cresciuto nelle giovanili del Real Salt Lake, viene acquistato dal Liverpool nel 2015 dove viene inserito nelle giovanili per poi essere ceduto in prestito di nuovo alla compagine americana per la stagione di MLS. Il 19 marzo 2017 fa il suo debutto professionistico giocando da titolare la partita persa contro i Los Angeles Galaxy. Il 16 aprile segna la prima rete da professionista contro il Colorado Rapids, decisiva per la vittoria finale.
Il 20 dicembre 2017 viene riscattato dalla squadra americana.

### Nazionale
Con gli Stati Uniti under 20 conquista il Nordamericano Under-20 in Nicaragua collezionando 6 presenze e quattro reti. Con l'Under-20 statunitense nella primavera 2017 disputa il Mondiale di categoria in Corea del Sud dove colleziona cinque presenze e segna due reti.
L'8 gennaio 2018 viene convocato dalla nazionale maggiore. L'esordio avviene nell'amichevole giocata il 18 dicembre 2021 contro la Bosnia ed Erzegovina, e vinta 1-0.

## Statistiche

### Presenze e reti nei club
| Stagione              | Squadra               | Campionato            | Campionato | Campionato | Coppe nazionali | Coppe nazionali | Coppe nazionali | Coppe continentali | Coppe continentali | Coppe continentali | Altre coppe | Altre coppe | Altre coppe | Totale | Totale |
| Stagione              | Squadra               | Comp                  | Pres       | Reti       | Comp            | Pres            | Reti            | Comp               | Pres               | Reti               | Comp        | Pres        | Reti        | Pres   | Reti   |
| --------------------- | --------------------- | --------------------- | ---------- | ---------- | --------------- | --------------- | --------------- | ------------------ | ------------------ | ------------------ | ----------- | ----------- | ----------- | ------ | ------ |
| 2017                  | Real Salt Lake        | MLS                   | 25         | 3          | USOC            | 1               | 0               |                    | -                  | -                  |             | -           | -           | 26     | 3      |
| 2018                  | Real Salt Lake        | MLS                   | 33+3       | 0          | USOC            | 1               | 0               |                    | -                  | -                  |             | -           | -           | 37     | 0      |
| 2019                  | Real Salt Lake        | MLS                   | 28         | 0          | USOC            | -               | -               |                    | -                  | -                  | LC          | 1           | 0           | 29     | 0      |
| Totale Real Salt Lake | Totale Real Salt Lake | Totale Real Salt Lake | 89         | 3          |                 | 2               | 0               |                    | -                  | -                  |             | 1           | 0           | 92     | 3      |
| 2020                  | Atlanta United        | MLS                   | 20         | 2          | -               | -               | -               | CCL                | 3                  | 0                  | MiB         | 3           | 0           | 26     | 2      |
| 2021                  | Atlanta United        | MLS                   | 32+1       | 0          | -               | -               | -               | CCL                | 3                  | 0                  | -           | -           | -           | 36     | 0      |
| 2022                  | Atlanta United        | MLS                   | 25         | 2          | USOC            | 2               | 1               | -                  | -                  | -                  | -           | -           | -           | 27     | 3      |
| 2023                  | Atlanta United        | MLS                   | 33+3       | 4+0        | USOC            | 1               | 0               | -                  | -                  | -                  | LC          | 2           | 0           | 39     | 4      |
| 2024                  | Atlanta United        | MLS                   | 33+2       | 0+1        | USOC            | 2               | 0               | -                  | -                  | -                  | LC          | 2           | 0           | 39     | 1      |
| Totale carriera       | Totale carriera       | Totale carriera       | 238        | 12         |                 | 7               | 1               |                    | 6                  | 0                  |             | 8           | 0           | 259    | 13     |

### Cronologia presenze e reti in nazionale
| Cronologia completa delle presenze e delle reti in nazionale ― Stati Uniti | Cronologia completa delle presenze e delle reti in nazionale ― Stati Uniti | Cronologia completa delle presenze e delle reti in nazionale ― Stati Uniti | Cronologia completa delle presenze e delle reti in nazionale ― Stati Uniti | Cronologia completa delle presenze e delle reti in nazionale ― Stati Uniti | Cronologia completa delle presenze e delle reti in nazionale ― Stati Uniti | Cronologia completa delle presenze e delle reti in nazionale ― Stati Uniti | Cronologia completa delle presenze e delle reti in nazionale ― Stati Uniti |
| Data                                                                       | Città                                                                      | In casa                                                                    | Risultato                                                                  | Ospiti                                                                     | Competizione                                                               | Reti                                                                       | Note                                                                       |
| -------------------------------------------------------------------------- | -------------------------------------------------------------------------- | -------------------------------------------------------------------------- | -------------------------------------------------------------------------- | -------------------------------------------------------------------------- | -------------------------------------------------------------------------- | -------------------------------------------------------------------------- | -------------------------------------------------------------------------- |
| 18-12-2021                                                                 | Los Angeles                                                                | Stati Uniti                                                                | 1 – 0                                                                      | Bosnia ed Erzegovina                                                       | Amichevole                                                                 | -                                                                          | 62’                                                                        |
| Totale                                                                     |                                                                            | Presenze                                                                   | 1                                                                          |                                                                            | Reti                                                                       | 0                                                                          |                                                                            |

## Palmarès

### Nazionale
- Campionato nordamericano di calcio Under-20: 1

2017